# Stanisław Bohuszewicz
Stanisław Bohuszewicz Minkowski herbu Gozdawa (ur. 1751, zm. 28 sierpnia 1817) – sędzia ziemski miński, pułkownik wojsk koronnych, poseł na Sejm Rozbiorowy 1773–1775, sędzia grodzki miński w 1792 roku.
Wybrany posłem na sejm w Warszawie z województwa mińskiego. Wraz z Tadeuszem Reytanem i Samuelem Korsakiem sprzeciwiał się oddaniu laski marszałkowskiej Adamowi Ponińskiemu. deput powiatu mińskiego na Trybunał Główny Wielkiego Księstwa Litewskiego 1783/1784 roku kadencji wileńskiej, deputat miński prezydujący izbie pierwszej Trybunału Głównego Wielkiego Księstwa Litewskiego w 1792 roku.
W czasie obrad Sejmu Czteroletniego wydał Odezwę do skonfederowanych sejmujących Stanów, w której domagał się ukarania Ponińskiego jako zdrajcy ojczyzny.
Jego córka, Faustyna była żoną Atanazego Prószyńskiego, podkomorzego mińskiego, dziedzica Hanusina.